# Вајдинг (Округ Швандорф)
Вајдинг (њем. Weiding) општина је у њемачкој савезној држави Баварска. Једно је од 33 општинска средишта округа Швандорф. Према процјени из 2010. у општини је живјело 564 становника. Посједује регионалну шифру (AGS) 9376176.

## Географски и демографски подаци
Вајдинг се налази у савезној држави Баварска у округу Швандорф. Општина се налази на надморској висини од 671 метра. Површина општине износи 22,4 km². У самом мјесту је, према процјени из 2010. године, живјело 564 становника. Просјечна густина становништва износи 25 становника/km².